# El Cabo (Azuay)
El Cabo ist eine Ortschaft und eine Parroquia rural („ländliches Kirchspiel“) im Kanton Paute der ecuadorianischen Provinz Azuay. Die Parroquia besitzt eine Fläche von 22,31 km². Die Einwohnerzahl lag im Jahr 2010 bei 3320. Die Parroquia wurde am 7. September 1987 gegründet.

## Lage
Die Parroquia El Cabo liegt am Nordufer des Río Cuenca im Nordosten der Provinz Azuay. Der Ort El Cabo befindet sich auf einer Höhe von 2230 m, 8,5 km südsüdwestlich des Kantonshauptortes Paute sowie 4 km nördlich der Stadt Gualaceo. Die Fernstraße E40 (Cuenca–Santiago de Méndez) führt durch El Cabo. Die Parroquia wird im Süden vom Río Cuenca, im Osten nach dessen Vereinigung mit dem Río Santa Bárbara, vom Río Paute begrenzt. Im Nordwesten reicht das Gelände bis auf eine Höhe von 3300 m.
Die Parroquia El Cabo grenzt im Norden an Paute, im Nordosten an Chicán, im Südosten an die Parroquia Mariano Moreno (Kanton Gualaceo), im Süden an die Parroquia Gualaceo, im äußersten Südwesten an die Parroquia Jadán (ebenfalls im Kanton Gualaceo), im Westen an die Parroquia San Cristóbal sowie im äußersten Nordwesten an die Parroquia San Miguel (Kanton Azogues, Provinz Cañar).